# 红毛草属
红毛草属（学名：Rhynchelytrum）是禾本科下的一个属，为多年生或一年生草本植物。该属共有约37种，分布于南非、马达加斯加。
属名Rhynchelytrum来源于希腊语rhynchos（鸟喙）与lythron（血）的合成词，指第二颖顶部的喙状体呈红色。